# Dainis Liepiņš
Dainis Liepiņš (ur. 13 sierpnia 1962, zm. 27 listopada 2020) – łotewski kolarz torowy reprezentujący ZSRR, brązowy medalista mistrzostw świata.

## Kariera
Największy sukces w karierze Dainis Liepiņš osiągnął w 1983 roku, kiedy zdobył brązowy medal w indywidualnym wyścigu na dochodzenie amatorów podczas mistrzostw świata w Zurychu. W wyścigu wyprzedzili go jedynie kolejny reprezentant ZSRR – Wiktor Kupowiec oraz Bernd Dittert z NRD. Był to jedyny medal wywalczony przez Liepiņša na międzynarodowej tej rangi. Nigdy nie wystartował na igrzyskach olimpijskich.